# Celestus sepsoides
Celestus sepsoides là một loài thằn lằn trong họ Anguidae. Loài này được Gray mô tả khoa học đầu tiên năm 1852.